# 土屋哲彦
土屋 哲彦（つちや てつひこ、1978年 - ）は日本の映画監督、脚本家。映像制作会社でCM制作、フリーの映画助監督を経て、2007年「梨の花は春の雪」（AMDアワード受賞）で映画監督デビュー。

## 監督・脚本作品

### 映画
- 梨の花は春の雪（2007年、監督）
- 愛流通センター（主演：足立梨花、2008年、監督）
- またいつか夏に。（2012年、監督）
- 闇金ドッグス（主演：山田裕貴、2015年、監督）
- 闇金ドッグス2（主演：山田裕貴、2016年、監督）
- 闇金ドッグス3（主演：青木玄徳、2016年、監督）
- RUN！3films（主演：篠田諒・木ノ本嶺浩、2019年、監督、脚本）
- HAKUSHI PROJECT「再演」（2022年、監督、脚本）
- 惡党と物書き（主演：津田寛治、2022年、監督、脚本）

### ドラマ
- 福岡恋愛白書14~天神ラブソング~（主演：白石聖、2019年、監督、脚本）
- ショートプログラム-若葉マーク-（主演：JO1金城碧海、2022年、監督、脚本）

### その他
- プラネタリウム作品「Songs for the planetarium」（2020年）
- プラネタリウム作品「Songs for the planetarium２」（2023年）
- 西武ライオンズ「2024シーズンホーム開幕戦記念オリジナルムービー」

### TVCM
- ジョブカンTVCM「書類多すぎ」（2022年）
- GREEN TVCM「伝説の剣」（2022年）
- LINEマンガTVCM「#マンガが好きじゃ」
- 食べチョクTVCM「農家漁師のワオボックス」